# Cheminée du Front-de-Seine

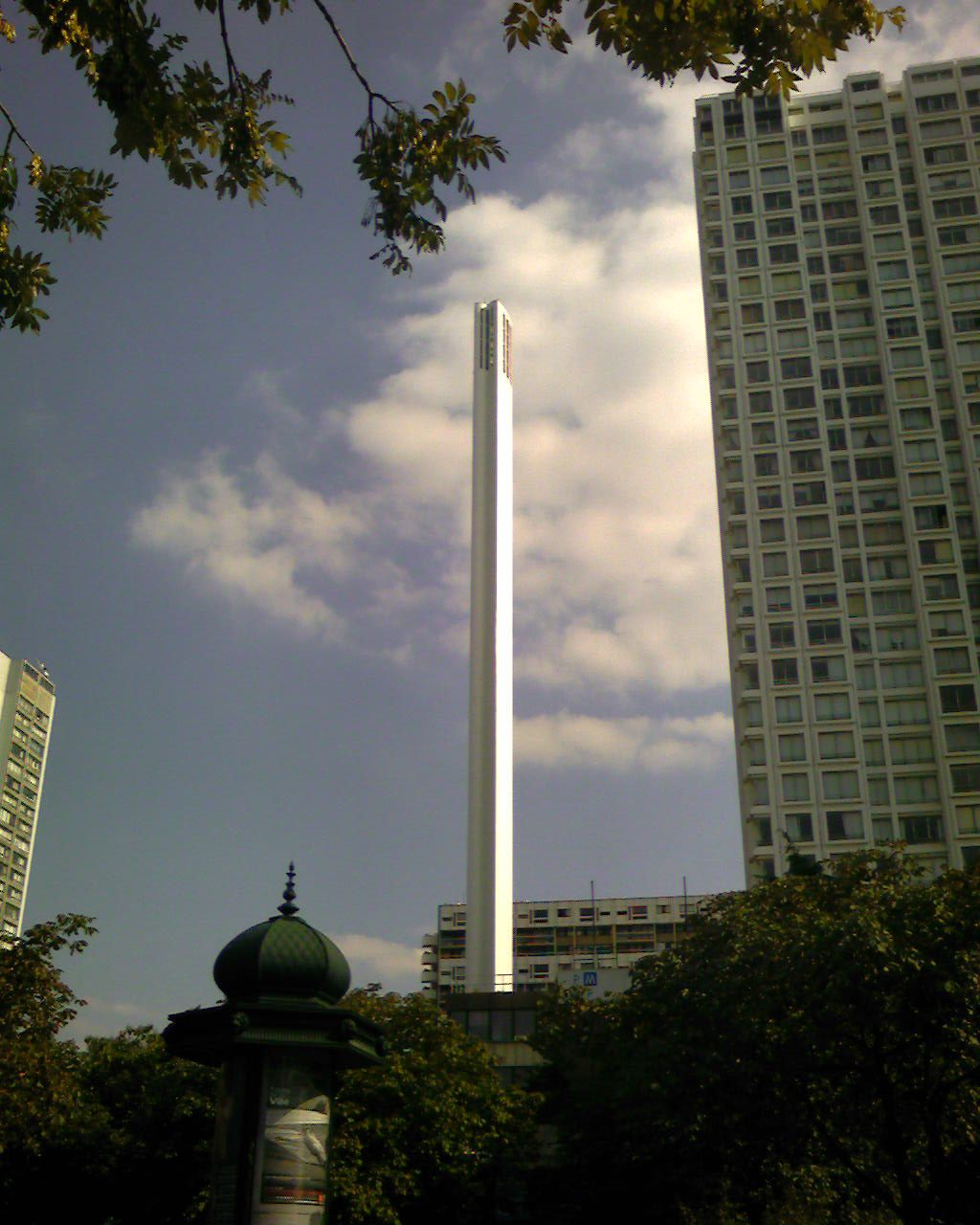
Cheminée du Front-de-Seine

Cheminée du Front-de-Seine (česky komín ve Front-de-Seine) nebo cheminée de Grenelle (komín v Grenelle) je komín umístěný ve čtvrti Front-de-Seine v Paříži v 15. obvodu. Se svými 130 m výšky je nejvyšší stavbou v této moderní čtvrti, kde převyšuje okolní zástavbu zhruba o 30 metrů. Jedná se o čtvrtou nejvyšší stavbu po Eiffelově věži, Tour Montparnasse a Hôtel Concorde La Fayette na území města. Komín navrhl architekt François Stahly (1911-2006) a byl postaven v letech 1970-1971.
Stavba má tvar štíhlého bílého kvádru, který má v horní části větrací otvory. Jeho účelem je odvádět spaliny z kotlů používaných k výrobě páry, která je rozváděna podzemním potrubím a slouží k vytápění výškových budov v sousedství. Výrobní kapacita kotelny je 590 tun páry za hodinu. Při běžných podmínkách jsou v provozu čtyři kotle. Zbývající dva se využívají pouze při mimořádném chladu nebo v případě výpadku jiné kotelny v Paříži. Kotelnu s komínem provozuje Compagnie parisienne de chauffage urbain (Pařížská společnost městského vytápění).